# Sciurus aureogaster
Sciurus aureogaster is een zoogdier uit de familie van de eekhoorns (Sciuridae). De wetenschappelijke naam van de soort werd voor het eerst geldig gepubliceerd door F. Cuvier in 1829.